# Megaloctena
Megaloctena é um gênero de traça pertencente à família Arctiidae.